# Langenthal (Trendelburg)
Langenthal ist ein Stadtteil der Kleinstadt Trendelburg im nordhessischen Landkreis Kassel.

## Geographie

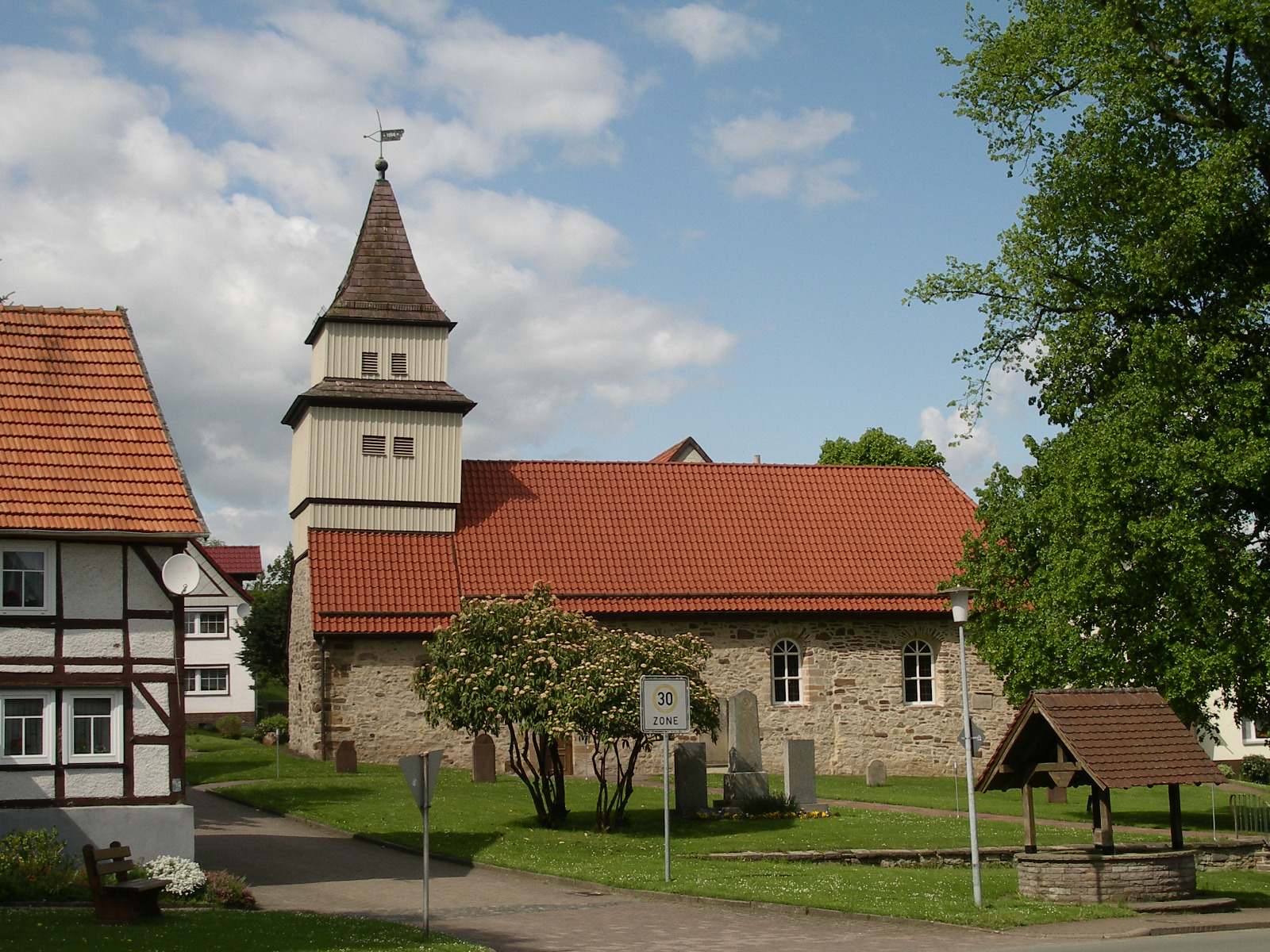
Kirche Langenthal

Das Dorf liegt 3 Kilometer südlich der Weser und 4 Kilometer westlich der Diemel. Die Kernstadt von Trendelburg befindet sich 5 Kilometer südöstlich, Beverungen 5,5 Kilometer nördlich, Kassel km 34 südlich, Paderborn 42 km nordwestlich und Hannover 86 km nordnordwestlich.

## Geschichte
Langenthal wurde um das Jahr 1168 gegründet und war bis zur Reformationszeit Klosterbesitz von Helmarshausen. Der Ort wurde nach dem ausgedehnten Talgrund benannt, an dessen oberen Ende das Dorf liegt. Der Ortskern ist von Grünflächen durchzogen, und man sieht die typischen Fachwerkhäuser des Diemeltals, es erinnert an ein Angerdorf. Auf dem nahegelegenen Hölleberg befindet sich ein Flugplatz für Motorflugzeuge.
Am 31. Dezember 1970 fusionierten im Zuge der Gebietsreform in Hessen die Gemeinde Langenthal mit sechs weiteren bis dahin selbstständigen Gemeinden und der Kleinstadt Trendelburg zur erweiterten Stadt Trendelburg. Sie bilden die heutigen Stadtteile. Die Stadtverwaltung befindet sich in der Kernstadt Trendelburg.

## Wirtschaft und Infrastruktur
Die Bedeutung der Landwirtschaft in dem für seinen Anbau von Kirschen regional bekannten Ort ist in den letzten Jahrzehnten deutlich zurückgegangen; Industrie ist vor Ort nicht vorhanden.
In Langenthal mit seinen zahlreichen sehenswerten Fachwerkhäusern gibt es Übernachtungsmöglichkeiten in zwei Gasthäusern sowie in Ferienwohnungen.
In der näheren Umgebung befinden sich zahlreiche Sehenswürdigkeiten wie die Sababurg im Reinhardswald, die Trendelburg und die Krukenburg sowie die Städte Bad Karlshafen, Höxter und Hofgeismar.
Für die unter Denkmalschutz stehenden Kulturdenkmäler des Ortes siehe die Liste der Kulturdenkmäler in Langenthal (Trendelburg).

## Ehrenbürger
- 1895 Otto von Bismarck (1815–1898), Reichskanzler